# Bembidion alaf
Bembidion alaf es una especie de escarabajo del género Bembidion, categorizada en la tribu Bembidiini, de la subfamilia Trechinae.

## Distribución
Se distribuye por Emiratos Árabes Unidos y Yemen.

## Taxonomía
Fue descrita por Britton en 1948.